# Laurent Meunier
Laurent Meunier (* 16. Januar 1979 in Saint-Martin-d’Hères) ist ein ehemaliger französischer Eishockeyspieler.

## Karriere

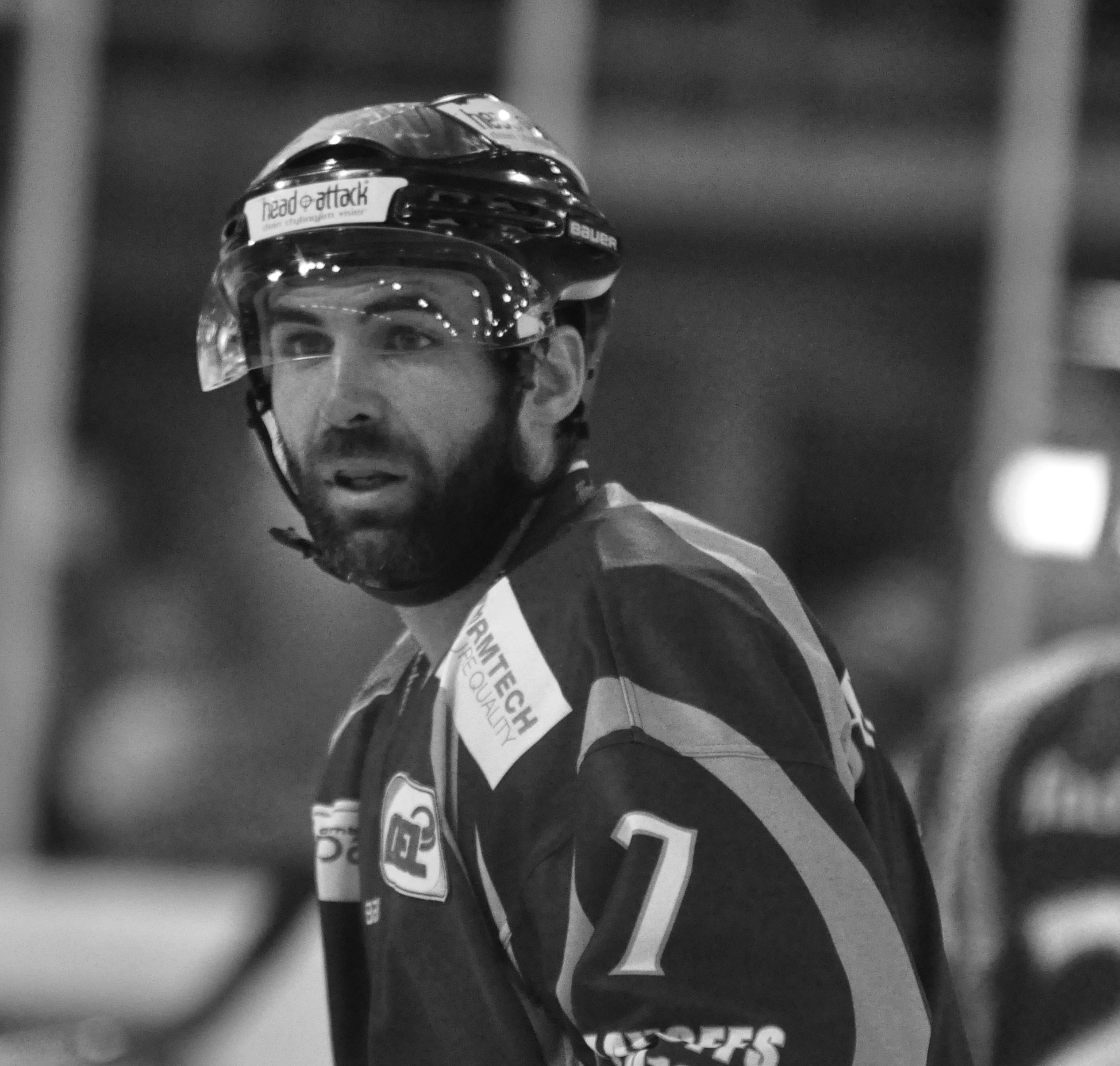
Meunier im Trikot der Straubing Tigers (2012).

Laurent Meunier begann seine Karriere als Eishockeyspieler bei den Brûleurs de Loups de Grenoble, für die er in der Saison 1996/97 sein Debüt in der Ligue Magnus gab, wobei er in zwei Spielen punkt- und straflos blieb. Anschließend wechselte er zu deren Ligarivalen Lyon Hockey Club, für den er die folgenden drei Jahre aktiv war. Daraufhin ging der Angreifer nach Nordamerika, wo er zunächst zwei Jahre lang an der University of Massachusetts Lowell studierte und parallel für deren Eishockeymannschaft am Spielbetrieb der National Collegiate Athletic Association teilnahm sowie anschließend eine Saison lang für die Florida Everblades aus der East Coast Hockey League spielte.

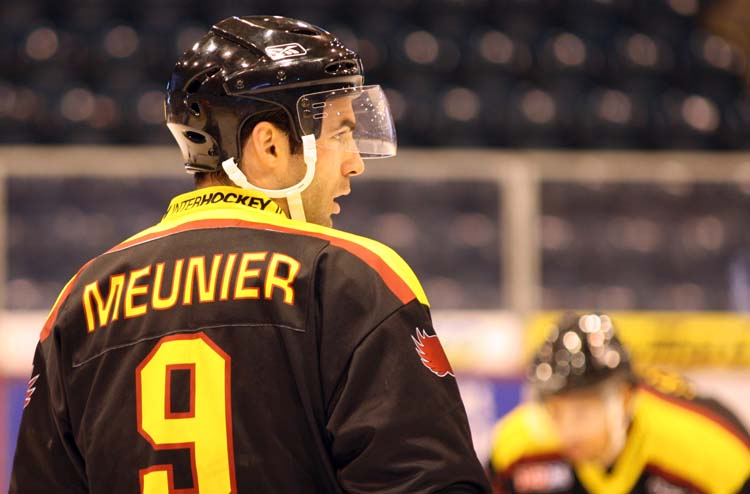
Meunier im Trikot des Genève-Servette HC

Im Sommer 2003 kehrte Meunier nach Frankreich zurück, wo er von seinem Ex-Klub aus Grenoble verpflichtet wurde, mit dem er zunächst 2004 Vizemeister wurde sowie 2005 das Finale der Coupe de France erreichte. In Grenoble konnte er sich auch persönlich auszeichnen und erhielt 2004 und 2005 jeweils die Trophée Albert Hassler als bester französischer Spieler der Ligue Magnus. Nach drei Jahren bei den Brûleurs de Loups wechselte der Franzose in die Schweizer Nationalliga A, wo er von 2006 bis 2008 für den Genève-Servette HC auf dem Eis stand, wobei er in der Saison 2007/08 Vizemeister mit Genève wurde. Im Sommer 2008 erhielt Meunier zunächst einen Vertrag beim HK Dinamo Minsk aus der neu gegründeten Kontinentalen Hockey-Liga, der jedoch schon kurz nach dem Saisonstart aufgelöst wurde, ohne dass der Rechtsschütze zu einem Einsatz kam.
Daher kehrte er in die Schweiz zurück und spielte für Fribourg-Gottéron. Für die Saison 2009/10 erhielt er einen Vertrag beim Timrå IK in der schwedischen Elitserien. Im Sommer 2010 wurde er zunächst von seinem Ex-Klub Genève-Servette HC verpflichtet, spielte aber nach dem Transfer von Richard Park nicht mehr für die Mannschaft aus Genf. Aus diesem Grund verließ er Ende September den Verein und schloss sich bis Anfang November dem HC La Chaux-de-Fonds aus der National League B an. Bei diesem konnte er mit zwei Toren und neun Vorlagen in sieben Spielen überzeugen. Am 25. November 2010 wechselte der französische Nationalspieler mit sofortiger Wirkung vom HC La Chaux-de-Fonds zu den Straubing Tigers in die Deutsche Eishockey Liga. Bis zum Ende der Saison 2010/11 erzielte er für die Bayern in 31 Spielen 24 Scorerpunkte, davon neun Tore, woraufhin die Straubing Tigers seinen Vertrag am 11. Februar 2011 vorzeitig um zwei Jahre bis 2013 verlängerten. Am 28. Februar 2014 gab der Genève-Servette HC die Rückkehr des Franzosen bekannt. Um Gehaltskosten zu sparen, lieh ihn der DEL-Klub an die Mannschaft aus der Schweiz aus. Zuvor hatte Meunier einen Teil der Saison aufgrund eines Kieferbruches verpasst. In der Saison 2014/15 führte der Stürmer die Tigers als Kapitän auf das Eis. Nach fünf Jahren in Bayern wurde sein Vertrag nicht mehr verlängert, woraufhin Meunier die Tigers verließ. Er kehrte daraufhin in die Schweiz zurück und schloss sich dem HC La Chaux-de-Fonds an, für den er bereits in der Saison 2011/12 aktiv war.
Von 2017 bis 2019 stand Meunier bei Fribourg-Gottéron unter Vertrag. Nach der Saison 2018/19 beendete der Franzose seine aktive Karriere.

### International
Für Frankreich nahm Meunier im Juniorenbereich an den U18-Junioren-B-Europameisterschaften 1996 und 1997 sowie den U20-Junioren-B-Weltmeisterschaften 1997, 1998 und 1999 teil. Im Seniorenbereich stand er im Aufgebot seines Landes bei den B-Weltmeisterschaften 2001, 2002, 2003, 2005, 2006 und 2007 sowie bei den A-Weltmeisterschaften 1999, 2000, 2008, 2009, 2010 und 2011. Zudem trat er für Frankreich bei den Qualifikationsturnieren für die Olympischen Winterspiele 2002 in Salt Lake City, 2006 in Turin und 2010 in Vancouver an. 2002 konnte er sich dabei mit Frankreich durchsetzen und bestritt bei den Olympischen Winterspielen vier Partien, bei denen er eine Torvorlage gab. Seit der WM 2005 ist Meunier Mannschaftskapitän des französischen Nationalteams.

## Erfolge und Auszeichnungen
| - 1998 Trophée Jean-Pierre Graff - 2004 Französischer Vizemeister mit Grenoble Métropole Hockey - 2004 Trophée Albert Hassler - 2005 Trophée Albert Hassler | - 2005 Ligue Magnus All-Star Team - 2005 Finalist Coupe de France mit Grenoble Métropole Hockey - 2008 Schweizer Vizemeister mit dem Genève-Servette HC - 2018 Aufnahme in den Temple de la renommée du hockey français |

### International
- 2003 Aufstieg in die Top-Division bei der Weltmeisterschaft der Division I
- 2005 Beste Plus/Minus-Bilanz der Weltmeisterschaft der Division I, Gruppe B (gemeinsam mit Julien Desrosiers)
- 2007 Aufstieg in die Top-Division bei der Weltmeisterschaft der Division I
- 2007 Bester Vorlagengeber der Weltmeisterschaft der Division I, Gruppe A (gemeinsam mit Brad Smulders)

## Karrierestatistik
(Legende zur Spielerstatistik: Sp oder GP = absolvierte Spiele; T oder G = erzielte Tore; V oder A = erzielte Assists; Pkt oder Pts = erzielte Scorerpunkte; SM oder PIM = erhaltene Strafminuten; +/− = Plus/Minus-Bilanz; PP = erzielte Überzahltore; SH = erzielte Unterzahltore; GW = erzielte Siegtore; 1 Play-downs/Relegation; Kursiv: Statistik nicht vollständig)